# Astolfo (re)
Astolfo (Cividale del Friuli, ... – Pavia, dicembre 756) è stato re dei Longobardi e re d'Italia dal 749 al 756.

## La figura
Figlio del duca del Friuli Pemmone e fratello di Rachis, divenne a sua volta duca del Friuli nel 744, quando suo fratello fu elevato al trono dei Longobardi, e mantenne la carica fino a quando, nel 749, fu chiamato ancora a sostituire il fratello, questa volta sul trono di Pavia. Figura nettamente più carismatica di quella di Rachis, ribaltò l'atteggiamento del fratello, che si era prodigato nel favorire l'elemento romanico al fine di garantire, attraverso una maggior coesione, più stabilità al regno. Un simile atteggiamento filo-romano provocò la reazione dei tradizionalisti longobardi, che si rivolsero ad Astolfo. Divenuto re, esaltò quindi l'elemento longobardo; fin dal suo primo anno di regno si definì nuovamente rex gentis Langobardorum ed esplicitò il suo programma espansionista precisando, nel prologo alle leggi da lui emanate: "Assegnatoci dal Signore il popolo dei Romani".
Agli inizi degli anni cinquanta dell'VIII secolo raggiunse una posizione di potere sull'Italia pari, se non superiore, a quella dei suoi grandi predecessori Grimoaldo e Liutprando, tanto da sfiorare la piena unificazione della Penisola sotto il suo scettro. L'intervento dei Franchi di Pipino il Breve, invocati dai papi, ridimensionò tuttavia rapidamente la potenza del regno, riportandolo al rango di un potentato regionale.

## Il Ducato del Friuli

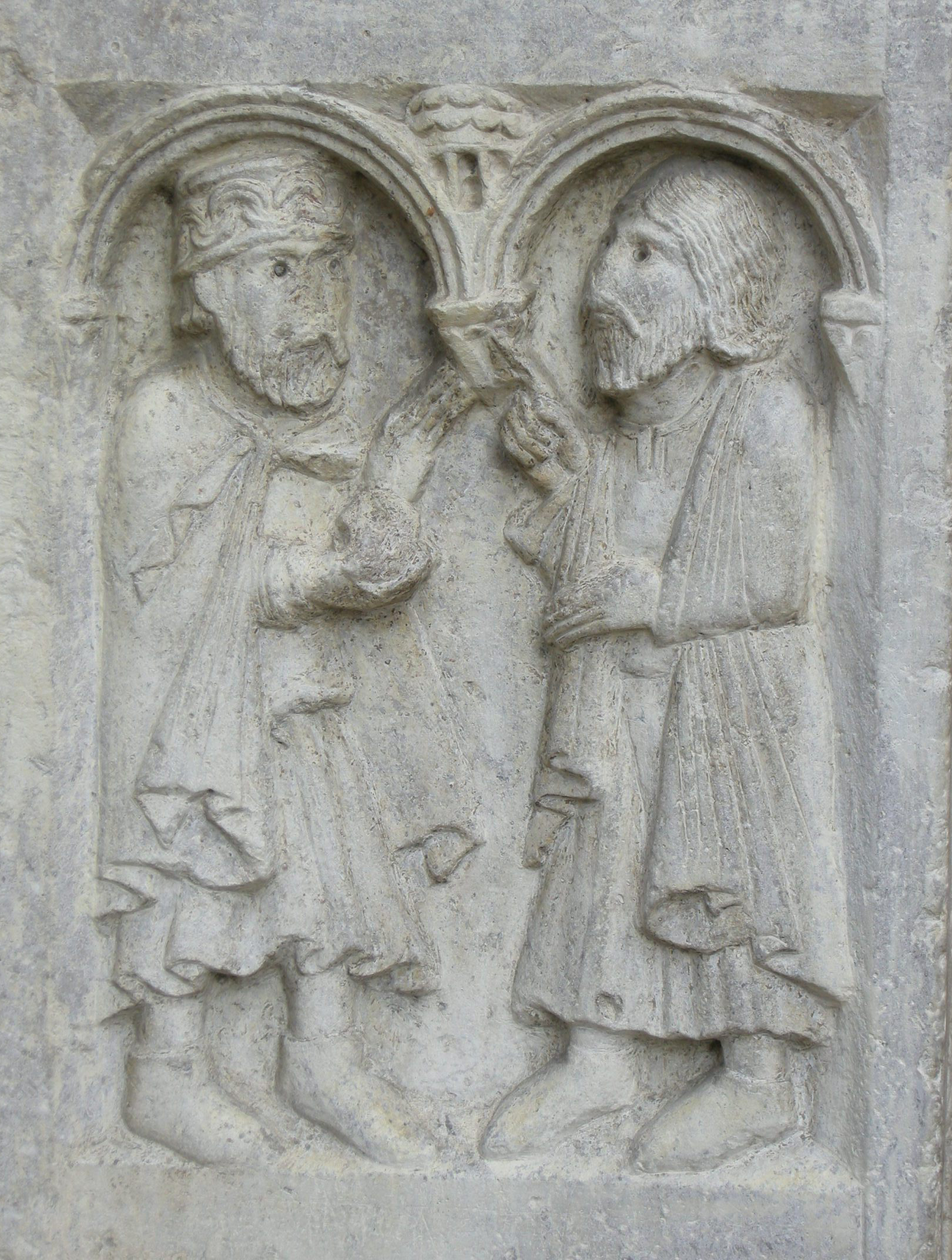
Wiligelmo e seguaci, Re Astolfo fa una donazione all'abate Anselmo per fondare l'abbazia di Nonantola, portale dell'abbazia di Nonantola (XII secolo)

Ultimogenito di Pemmone e Ratperga, già quando il padre fu deposto nel 737 diede segno di un carattere più risoluto e impulsivo del fratello Rachis, frattanto asceso al trono ducale. Quando infatti Liutprando, sedendo in giudizio a Pavia, ordinò l'arresto di tutti i sostenitori di Pemmone (fatti salvi il duca deposto e i suoi figli, ai quali era stata concessa l'immunità), Astolfo minacciò di sguainare la spada seduta stante e uccidere il re. A impedirglielo fu lo stesso Rachis. In seguito, tuttavia, anche Astolfo si riappacificò con il re, tanto da segnalarsi durante la campagna condotta da Liutprando nel 742 contro i Bizantini, mettendosi particolarmente in luce - insieme al fratello - nello scontro avvenuto tra Fano e Fossombrone.
Nel 744, quando Rachis venne prescelto come nuovo re dei Longobardi in sostituzione del deposto Ildebrando, Astolfo divenne duca del Friuli. Scarse le notizie sul suo governo, nei pochi anni durante i quali resse il ducato.

## Il regno

### La riorganizzazione dell'esercito
Divenuto re, per conseguire l'obiettivo di portare sotto il suo dominio l'intera Italia, si dedicò fin da principio alla riorganizzazione e al rafforzamento dell'esercito. Disciplinò il servizio militare, commisurando gli obblighi alle disponibilità economiche degli uomini soggetti alla leva. I latifondisti e i mercanti agiati erano tenuti a prestare servizio con corazza e cavallo; i medi proprietari e mercanti dovevano presentarsi con cavallo, scudo e lancia. I più poveri dovevano essere dotati di scudo, arco e frecce.
Ad essere soggetti agli obblighi di leva erano tutti gli uomini liberi del regno; dalle norme, inoltre, emerge come a metà dell'VIII secolo le differenze economiche tra i liberi si fossero approfondite e come la classe mercantile fosse divenuta rilevante. Accanto a queste indicazioni, Astolfo emanò anche leggi relative alla disciplina dei comandanti, soprattutto contro quelli che esentavano i ricchi dalla leva.
Temendo attacchi esteri, soprattutto franchi, ripristinò e rafforzò le difese sulle Alpi e regolamentò severamente il flusso di merci e persone. I commerci con l'estero divennero possibili solo previa autorizzazione regia.

### Le conquiste

I domini longobardi raggiunsero la loro massima estensione dopo le conquiste di Astolfo (751)

Riorganizzato e rafforzato l'esercito, Astolfo passò immediatamente all'offensiva contro i territori italiani ancora soggetti (anche se più di nome che di fatto) all'Impero bizantino. 
Nel 750 invase da nord l'Esarcato occupando Comacchio e Ferrara; nell'estate del 751 riuscì a conquistare l'Istria e poi la stessa Ravenna, capitale e simbolo del potere bizantino in Italia.
Si installò nel palazzo dell'esarca, che venne parificato al palazzo regio di Pavia come centro del regno longobardo.
Astolfo puntò ad accrescere il suo prestigio anche attraverso segnali plastici; fece coniare monete con la sua effigie, stilizzata secondo l'uso bizantino. L'Esarcato non fu omologato agli altri possedimenti longobardi in Italia (non fu cioè eretto a ducato), ma mantenne la sua specificità come sedes imperii: in questo modo Astolfo si proclamava erede diretto, agli occhi dei Romanici italiani, dell'imperatore bizantino e dell'esarca, suo rappresentante.
Nel 752 diede seguito a questa sua concezione del proprio ruolo ponendo richieste in termini ultimativi al nuovo papa Stefano II. Chiese al pontefice un tributo di un soldo d'oro per ogni abitante del Ducato romano e il riconoscimento della sua sovranità sull'intero territorio. Il papa rifiutò le richieste, reiterate in lunghe trattative. Astolfo, per ribadire la propria superiorità militare, compì numerose scorrerie entro il Ducato, occupando anche la roccaforte di Ceccano (753); tuttavia, comprendendo come i suoi predecessori l'importanza di apparire re cattolico, esitava ad attaccare direttamente Roma.
La minaccia di Astolfo sul Ducato romano era rafforzata dal controllo che aveva acquisito anche sui ducati dell'Italia centro-meridionale, Spoleto e Benevento. Nel 751 a Spoleto aveva rimosso il duca Lupo, fedele al deposto Rachis, e aveva assunto direttamente il controllo del ducato; a Benevento si assicurò la fedeltà di Scauniperga, reggente a partire dalla metà del 751 (momento della morte del duca Gisulfo II) per il figlio minorenne Liutprando.

### Le guerre contro i Franchi

#### Prima fase (753-755)
Stretto in una morsa, papa Stefano II chiese l'intervento di Pipino il Breve, re dei Franchi, già preoccupati per l'ascesa del potere longobardo. Il re franco era inoltre fresco debitore (750) al papato per la legittimazione della sua usurpazione a danno dei Merovingi e voleva impedire che la massima autorità religiosa cattolica, influente anche all'interno del suo regno, divenisse vassalla dei Longobardi.
La controversia tra Astolfo e Stefano II si trascinò in lunghe trattative diplomatiche, che videro coinvolti inviati di Pipino, il vescovo di Metz ed emissari imperiali. Nell'ottobre 753 il pontefice stesso, non vedendosi sostenuto dai bizantini, si mosse da Roma per trattare direttamente con Astolfo a Pavia, ma il re longobardo rifiutò ogni concessione. Dopo un mese di trattative, Stefano II si rimise in viaggio, questa volta verso il regno dei Franchi. Il Papa incontrò Pipino il 6 gennaio 754, che gli promise di intervenire in Italia. Il 14 aprile Pipino riuscì a convincere la nobiltà franca a sostenere la guerra contro i Longobardi. In caso di vittoria, tutta la penisola sarebbe stata occupata. Pipino avrebbe tenuto per sé una parte dell'Italia, quella settentrionale. I territori posti a sud della nuova linea di demarcazione Luni-Monselice sarebbero divenuti domini pontifici. Essi includevano quindi l'ex Esarcato, la Pentapoli e i ducati di Spoleto e Benevento).
Per sventare la minaccia, Astolfo si accordò con il fratello di Pipino, Carlomanno, che nel 747 si era ritirato a Montecassino. Carlomanno rientrò in Francia, dove capeggiò l'opposizione al re, ma presto (753) fu internato in un monastero a Vienne dove l'anno seguente morì.
Nella primavera del 755 Pipino mosse contro Astolfo, lo affrontò in battaglia alle chiuse (fortificazioni di confine) della Val di Susa e gli inflisse una dura sconfitta. Il re longobardo fuggì a Pavia, che venne assediata da Pipino. Tuttavia riuscì a ricevere l'appoggio della nobiltà franca che si opponeva a Pipino e, quindi, ad ottenere condizioni di pace relativamente miti. Nel trattato concluso fra longobardi, franchi e romani (Prima pace di Pavia, giugno 755) Astolfo riconobbe la sovranità franca sul regno longobardo, consegnò alcuni ostaggi e promise di restituire a Bisanzio i territori che gli aveva strappato (Ravenna cum diversis civitatibus). Egli mantenne però per sé parte dell'Esarcato e non completò le restituzioni dovute.

#### Seconda fase (756)
Poco dopo il ritiro dell'esercito franco Astolfo tornò all'offensiva, assediando nuovamente Roma (756). L'assedio durò da gennaio a marzo. Ai primi di aprile, Astolfo tolse l'assedio e ritornò a Pavia. In aprile i valichi alpini ridiventano transitabili, quindi Pipino avrebbe potuto scendere in Italia ed invadere i suoi territori. Ciò che avvenne puntualmente: il re dei Franchi invase con il suo esercitò l'Italia, sconfisse Astolfo alle chiuse valsusine e lo cinse d'assedio a Pavia. Astolfo capitolò e dovette subire condizioni di pace ancora più dure (Seconda pace di Pavia, giugno 756): la consegna di un terzo del tesoro della corona longobarda, il versamento di un tributo annuale a Pipino e la cessione della città di Ravenna e delle altre città precedentemente conquistate. In quell'occasione, però, non tornarono sotto il dominio di Bisanzio, ma di quello della Chiesa di Roma. Pertanto l'ex Esarcato, con la Pentapoli bizantina, divenne ufficialmente parte del Patrimonio di San Pietro.
La vittoria franca, netta sul piano militare, non fu tuttavia tale da consentire a Pipino la piena attuazione del suo progetto iniziale, che prevedeva di impossessarsi di tutta l'Italia settentrionale a nord della linea Luni-Monselice. Nonostante il regno longobardo avesse perso parte della sua autonomia e dei territori più recentemente conquistati, conservò l'indipendenza. 

Astolfo morì poco dopo, sempre nel 756, in seguito a una caduta da cavallo durante una battuta di caccia e fu sepolto nella chiesa di San Marino a Pavia.

## Astolfo nella letteratura
Nel canto XVIII dell'Orlando Furioso, è presente come personaggio un re dei Longobardi di nome Astolfo.